# Beqir Balluku
Beqir Balluku, född 14 februari 1917 i Tirana, Furstendömet Albanien,
död (avrättad) 5 november 1975 i Tirana, Folkrepubliken Albanien, var en albansk general och politiker.
Balluku gick med i den kommunistiska motståndsrörelsen 1940 och verkade bland annat som politisk kommissarie. Efter kriget var han från 1948 ledamot av Albaniens arbetarpartis politbyrå. Politiskt var Balluku lojal med Enver Hoxhas politiska linje och genomförde 1956, tillsammans med Hoxha och Mehmet Shehu, utrensningar av dennes motståndare inom partiet. 
1952 utsågs Balluku till Albaniens försvarsminister. Han innehade denna post till 1974, då han anklagades för att ha deltagit i planerandet av en statskupp och ställdes inför rätta. Balluku dömdes till döden och avrättades året därpå.